# Olaf Bär
Olaf Baer (19 de diciembre de 1957 en Dresde) es un cantante barítono alemán de música clásica.

## Trayectoria
Olaf Bär creció en una familia de clase trabajadora de Dresde. Sus padres no tenían ambiciones artísticas, pero estaban interesados en la música clásica y notaron el talento musical de su hijo a una edad temprana. Tuvo su primera aparición en el escenario a la edad de 3 años cuando sus padres respondieron a un anuncio en un periódico del Landesbühnen Sachsen en Radebeul, en el que se buscaba un niño para el papel (mudo) de un niño en la ópera Madama Butterfly de Giacomo Puccini. Bär interpretó el papel 25 veces bajo la batuta del gran director Klaus Tennstedt, alimentando aún más su interés por la música clásica. A costa de sacrificios económicos, sus padres le compraron un piano y a los cuatro años ya recibió lecciones de piano de Hildegard Wehner.
En 1967, a la edad de 9 años, se unió al Dresden Kreuzchor, en el que pronto se le permitió asumir funciones de solista. Dos grabaciones con música de Mozart (La flauta mágica, 1970) y Schütz (Historia der Auferstehung Jesu Christi, 1971) documentan su época como niño soprano. Después de que su voz cambió, Bär pasó al coro de hombres del Kreuzchor, donde también fue utilizado como solista.
Bär dejó el Kreuzchor a la edad de 18 años e inicialmente hizo su servicio militar antes de comenzar estudios de canto como barítono lírico con Christian Elßner en la Universidad de Música de Dresde "Carl Maria von Weber" en 1978. En 1981 debutó en la ópera en una producción universitaria. En 1982 ganó el primer premio en el Concurso Internacional Dvořák en Karlovy Vary y recibió la Beca Félix Mendelssohn en el mismo año. Otros dos primeros premios más les siguieron en 1983: en el concurso de canto de los teatros de ópera de la RDA y en el Concurso Internacional de Lieder Walther Gruner en Londres. Asociado al Premio de Londres interpretó un recital en el Wigmore Hall, con el gran especialista Geoffrey Parsons, miembro del jurado del concurso, acompañándolo al piano. Esto inició una asociación artística que duró hasta la muerte de Parsons en 1995.
De 1983 a 1985 Bär perteneció al estudio de la Dresden Semperoper, y de 1985 a 1991 ya fue miembro permanente del conjunto. Aunque no había recibido la llamada consagración juvenil y no era miembro del SED, se le concedió libertad para viajar y pudo construirse una carrera internacional como cantante de ópera y concierto. Hizo su debut en 1985 en el Covent Garden de Londres, en 1986 en Aix-en-Provence, Viena, Milán y Frankfurt del Main, en 1987 debutó en Glyndebourne y en 1988 en Chicago, y trabajó con directores de renombre como John Eliot Gardiner, Georg Solti y Neville Marriner. A finales de la década de 1980, la Semperoper le otorgó el título de Kammersänger.
En 1989/90 Bär entró en una impoortante crisis vocal debido a errores técnicos, que tardó casi dos años en superar, con ayuda profesional. Después ha actuado en los principales centros musicales del mundo, incluidos los de Berlín, Múnich, Hamburgo, Zúrich, Ámsterdam, Bruselas, Dublín, Estocolmo, París, Roma, Nápoles, Madrid, Barcelona, Toronto, Nueva York, San Francisco, Washington D. C. y Filadelfia. Otras giras lo llevaron a Australia, Nueva Zelanda y Japón. Es invitado habitual de festivales internacionales como el Festival de Salzburgo, el Festival de Viena, la Schubertiade Vorarlberg y la RuhrTriennale. En 2002 debutó en el Festival Richard Wagner de Bayreuth. Ha cantado con directores como Colin Davis, Christoph von Dohnányi, Bernard Haitink, Nikolaus Harnoncourt, Riccardo Muti, Roger Norrington, Seiji Ozawa, André Previn, Simon Rattle y Franz Welser-Möst.
En 1998 Olaf Bär recibió el Premio Robert Schumann de la ciudad de Zwickau. Ha sido profesor titular en la Universidad de Música de Dresde desde diciembre de 2004 y dirige la clase de canto. Sus acompañantes regulares de piano desde la muerte de Parsons han sido Helmut Deutsch, Camillo Radicke y Wolfram Rieger.

## Repertorio
Olaf Bär ha sobresalido igualmente como cantante de ópera, oratorio y lieder. Su repertorio escénico va del siglo XVIII al XX ( de Mozart, Weber, Schubert, Verdi, Wagner, Strauss, Humperdinck, Leoncavallo, Puccini, Strauss, Korngold), con Mozart y Richard Strauss en primer plano (por ejemplo el conde Almaviva en Le nozze di Figaro, Don Giovanni en Don Giovanni, Guglielmo y Don Alfonso en Così fan tutte, Papageno en La flauta mágica; Herr von Faninal en Der Rosenkavalier, Arlequín y el profesor de música en Ariadne auf Naxos, Olivier und Graf en Capriccio). En la década de 1980, Olaf Bär participó en tres estrenos de ópera ( Jan Trieder : Meister Mateh, 1983; Siegfried Matthus : The Way of Love and Death by the Cornet Christoph Rilke, 1985; Eckehard Mayer : The Golden Pot, 1989). 
En el campo del oratorio ha cantado obras de Fasch, Zelenka, Telemann, JS Bach, Handel, C.Ph.E. Bach, Haydn, Brahms, Fauré, Duruflé y Britten. Su repertorio de lieder incluye las obras estándar de Beethoven, Schubert, Schumann, Brahms y Wolf, así como piezas menos cantadas de compositores como Weber, Marschner, Goetz, Humperdinck y Schoeck. Bär es considerado uno de los intérpretes de lieder más importantes de su generación; su interpretación se caracteriza por una voz lírica bastante suave y una articulación clara del texto. El modelo artístico a seguir de Bär es Peter Schreier.

## Grabaciones
Representantes de la compañía discográfica EMI estuvieron presentes en el primer recital de Olaf Baer en Wigmore Hall en 1983 y firmaron un contrato exclusivo con él. De 1985 a 1997, se realizaron un total de 18 grabaciones de lieder con los pianistas acompañantes Geoffrey Parsons y (desde 1994) Helmut Deutsch, inicialmente en coproducción con el VEB Deutsche Schallplatten Berlin de Alemania Oriental, así como un recital de arias de Mozart con el director de orquesta Hans Vonk. Al mismo tiempo, con su participación, se lanzaron 12 grabaciones de ópera y 17 de música religiosa, principalmente en los sellos Philips, Archiv Produktion, Decca y Capriccio.
Debido a la disminución de las ventas en la industria de los CD clásicos (que también afectó a los dos últimos CD de Baer), su contrato exclusivo con EMI finalizó en 1998. Desde entonces, solo se han lanzado cuatro CD con grabaciones en solitario (en los sellos Denon, Capriccio, Musicaphon y Glor) y algunas grabaciones de ópera y música religiosa.